# Jürgen von dem Knesebeck

Jürgen von dem Knesebeck

Jürgen Gustav Paridam von dem Knesebeck (* 5. August 1888 in Steglitz; † 7. April 1980 in Bad Mergentheim) war ein deutscher Politiker der NSDAP.

## Leben und Wirken

### Frühe Jahre
Jürgen von dem Knesebeck wurde als Sohn des Gutsbesitzers auf Deutsch-Horst und Oberstleutnants Werner von dem Knesebeck († 1916 im Lazarett Berlin-Charlottenburg) und der Kaufmannstochter Jenny Hube († 1926 in Deutsch-Horst) geboren. Er gehörte so zur Familienlinie Langenapel-Deutsch Horst und wurde später selbst als Familiengenealoge tätig. 
Von 1895 bis 1897 besuchte Knebesebck die Bürgerschule in Lübben in der Lausitz und wurde danach bis 1900 von Privatlehrern unterrichtet. Von 1904 bis 1910 besuchte er die Klosterschule Ilfeld. Nach dem Abitur studierte er von 1910 bis 1911 Rechtswissenschaften in Heidelberg. Dort war er außerdem Mitglied des Corps Saxo-Borussia Heidelberg. Von 1911 bis 1914 studierte er dann an der Universität Halle an der Saale. Dort bestand er 1914 auch die erste juristische Staatsprüfung.
Nach Beginn des Ersten Weltkriegs meldete Knesebeck sich im August 1914 als Kriegsfreiwilliger zum Feldartillerieregiment 75 in Halle. Am 18. Oktober wurde er der 4. Infanterie-Munitions-Kompanie des IV. Artilleriereserveregiments zugeteilt. Nachdem er dieser Einheit knapp vier Monate angehört hatte, wurde er am 27. Februar 1915 zur 3. Batterie der Infanterieartilleriereserve 75 versetzt, der er knapp ein Jahr lang angehörte. Während seiner Dienstzeit dort wurde er am 23. August 1916 zum Leutnant befördert. Am 6. September 1916 wurde Knebesebeck dann zur 6. Batterie der Feldartilleriereserve 271 versetzt, bei der er bis Kriegsende verblieb. Im Krieg wurde Knesebeck viermal verwundet und mit dem Eisernen Kreuz beider Klassen ausgezeichnet.

### Weimarer Republik und NS-Zeit
Nach dem Krieg kehrte Knesebeck in den Justizdienst zurück: Er absolvierte den Juristischen Vorbereitungsdienst  als Gerichtsreferendar in Salzwedel (2. Februar 1919 bis zum 2. August 1919), beim Landgericht in Halberstadt (2. August 1919 bis zum 20. November 1919) sowie bei der Regierung in Merseburg und dem Landrat in Eisleben. Am 8. Juli 1922 bestand er die große Staatsprüfung. Anschließend wurde er der Regierung in Schneidemühl als Gerichtsassessor zugeteilt.
Am 6. Februar 1924 kam Knesebeck zum Landratsamt in Meseritz, von dort am 4. Oktober 1924 an die Regierung in Schleswig. 1925 erfolgte die Versetzung an die Regierung in Trier. Am 22. Juli 1927 wurde er der Regierung in Düsseldorf überwiesen. Am 4. April 1928 wurde er zum Regierungsrat befördert. Am 1. August 1930 wurde er schließlich zur Regierung in Köln versetzt.
Zum 1. Januar 1930 trat Knesebeck der NSDAP bei (Mitgliedsnummer 185.154). Bei der Reichstagswahl im September 1930 zog er auf Vorschlag der NSDAP in den Reichstag ein, dem er bis zum Juli 1932 angehörte.
Knesebeck trat am 4. Februar 1933 aus der NSDAP aus. Im Juli 1937 lehnte die NSDAP-Reichsleitung die im Vorjahr von Knesebeck beantragte Wiederaufnahme in die Partei ab. Nach Kriegsende wurde Knesebeck in der Entnazifizierung von der Spruchkammer Hersfeld im Oktober 1946 als „Entlasteter“ eingestuft. 1953 machte er in einem Antrag auf Wiedergutmachung geltend, im Oktober 1933 aufgrund des Gesetzes zur Wiederherstellung des Berufsbeamtentums aus politischen Gründen in den Ruhestand versetzt worden zu sein.